# Archidiecezja Teheranu
Archidiecezja Teheranu (łac. Archidioecesis Teheranensis Chaldaeorum) – archidiecezja Kościoła chaldejskiego w Iranie, podległa bezpośrednio chaldejskiemu patriarsze Bagdadu. Powstała w 1853 jako archidiecezja Sehny, w 1971 uzyskała obecną nazwę. 